# Eugène Dücker

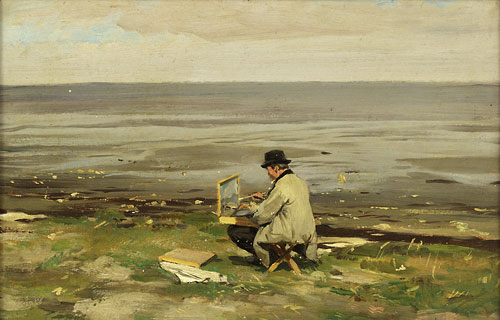
Självporträtt av Eugène Dücker.

Eugène Gustaf Dücker, född 29 januari 1841 i Arensburg (idag Kuressaare) på Ösel, död 6 december 1916 i Düsseldorf, var en balttysk konstnär.
Dücker studerade i Sankt Petersburg och företog flera studieresor. Han bosatte sig i Düsseldorf, där han blev professor vid konstakademin och utövade en mycket betydelsefull lärarverksamhet.